# Mnarolitia
Mnarolitia é um gênero de traça pertencente à família Agonoxenidae.